# Mirmidão (filho de Zeus)
Mirmidão, na mitologia grega, foi um filho de Zeus e Eurimedusa, filha de Aquelau ou filha de Cleitor. Zeus se transformou em formiga para seduzir ou violar Eurimedusa, e daí deriva o nome do filho, Homem-formiga.
Os filhos e filhas de personagens de nome Mirmidão são:
- Eupolemia, mãe de Etalides, um argonauta filho de Hermes[3][4]
- Ântifo e Áctor, filhos de Pisidice, filha de Éolo e Enarete[5]
- Erisictão[6][7]
- Hiscila, mãe de Forbas (filho de Triopas)[8]